# Chalcopsitta
Chalcopsitta is een geslacht van vogels uit de familie van de Psittaculidae (papegaaien van de Oude Wereld). De wetenschappelijke naam van het geslacht is voor het eerst geldig gepubliceerd in 1850 door Bonaparte.

## Voorkomen
Alle soorten komen voor in Nieuw-Guinea of omliggende eilanden, zo ook de Salomonseilanden.

## Naamgeving
De naam Chalcopsitta is ontleend aan het Oudgrieks khalkos (brons) en psitta (parkiet of lori).

## Soorten
De volgende drie soorten zijn bij het geslacht ingedeeld:
- Chalcopsitta atra – Zwarte lori
- Chalcopsitta duivenbodei – Duyvenbodes lori
- Chalcopsitta scintillata – Strepenlori